# Nibbio
«Ніббіо» (італ. Nibbio) — лідер ескадрених міноносців ВМС Італії першої половини XX століття типу «Аквіла».

## Історія створення
Корабель був замовлений Румунією у 1913 році і отримав назву «Vârtej».
Закладений 15 липня 1914 року на верфі «Cantiere Pattison» в Неаполі.
Зі вступом Італії у Першу світову війну недобудований корабель був реквізований ВМС Італії й перейменований на «Ніббіо».
Спущений на воду 30 січня 1918 року, вступив у стрій 15 березня 1918 року.

## Історія служби

### У складі ВМС Італії

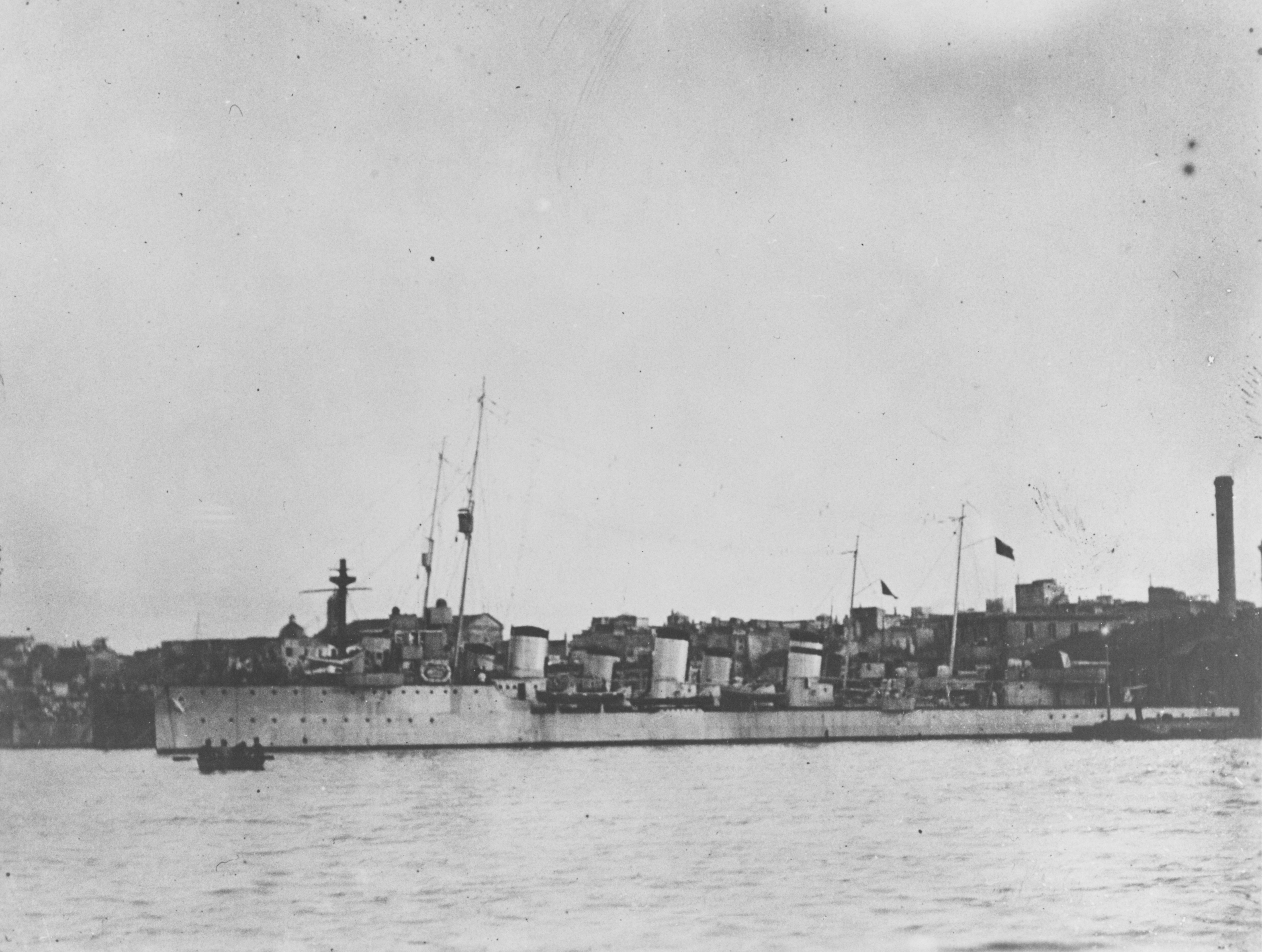
Есмінці «Ніббіо» та «Аквіла»

У складі ВМС Італії корабель класифікувався як «легкий крейсер-розвідник» (італ. Esploratore leggero). Корабель в основному діяв в Адріатиці, здійснюючи протичовнове патрулювання та обстріли ворожого узбережжя.
5 вересня 1918 року есмінці «Ніббіо», «Спарвіеро» та «Аквіла» супроводжували міноносці «8 PN» і «12 PN», які мали атакувати австро-угорські судна поблизу Дураццо.
2 жовтня «Ніббіо», «Аквіла», «Спарвіеро» разом з іншими кораблями патрулювали поблизу Дураццо на випадок контратаки ворожого флоту та обстрілу міста, де перебували італійські та британські війська.
4 листопада «Ніббіо» доставив загін морських піхотинців на острів Корчула, які окупували його. Наступного дня він доставив загони, які окупували Шибеник.

### У складі ВМС Румунії
Після закінчення війни «Ніббіо» (разом з однотипним «Спарвіеро») був переданий Румунії, де отримав назви «Марасешті» (рум. Mărășești).
Корабель був модернізований, на ньому було замінене озброєння: були встановлені 4 x 120/45-мм гармати, 2 x da 76/40 гармати та два 6,5-мм кулемети.
Під час Другої світової війни «Марасешті» займався супроводом конвоїв між Босфором та Кримом. 7 вересня 1942 року корабель був атакований радянським підводним човном Щ-207, 7 липня 1943 року — підводним човном Щ-201.
У 1944 році корабель був модернізований, на ньому були встановлені чотири 37-мм і дві 20-мм зенітні гармати.

### У складі ВМФ СРСР
29 серпня 1944 року, після зайняття Констанци радянськими військами «Марасешті» був захоплений і включений до складу Чорноморського флоту ВМФ СРСР під назвою «Легкий».
Після закінчення війни, 12 жовтня 1945 року, корабель був повернутий ВМС Румунії (яка потрапила у сферу впливу СРСР), де отримав назву «D 11».
У 1963 році корабель був виключений зі складу флоту і зданий на злам.